# 井口昭彦
井口 昭彦（いぐち あきひこ、1943年6月29日 - ）は日本のデザイナー、美術監督。特殊美術GAM主宰。かつて、本名の高橋昭彦名義で活動していた時期もあった。また亜㐂比古というサインも用いている。
長男は映画カメラマンの高橋創。長女はCGデザイナーの高橋玲香。

## 略歴
長野県松本市出身。長野県松本深志高等学校卒業後、武蔵野美術大学で美術を学ぶ。同時期の在校生には、のちに円谷プロ作品などで仕事を共にする池谷仙克がいた。舞台美術の世界を志していたが、大学在学中にTBSテレビの美術スタッフを経て、円谷プロで『ウルトラマン』『ウルトラセブン』などの特撮美術スタッフに加わる。『マイティジャック』よりデザイナーを務める。
『ウルトラマン80』などのキャラクター&怪獣デザイナーとして知られる山口修は高校の後輩にあたる。
『帰ってきたウルトラマン』からはメカニックと怪獣デザイナーも兼任し、『ウルトラマンA』では多数の超獣をデザイン。1973年以降、東宝作品にも参加するようになり、メカゴジラやチタノザウルスなど、現在でも高い人気を誇る怪獣のデザインを手掛けた。

## 作風
メカニックデザインにおいては、必ずしもリアリティを重視してはおらず、必要に応じて機械的に理にかなっているデザインと遊びを意識した面白いデザインとを使い分けている。
怪獣デザインにあたっては、『ウルトラマン』のデザイナーであった成田亨のやり方を踏襲し、脚本を読んでからイメージを練り上げるという段取りをとっている。メカゴジラには造形段階でデザイン画にはなかった「MG」という意匠が加えられているが、これについて井口は宇宙から来たロボットなのに地球の文字が付けられたことを憤っており、造形を手掛けた安丸信行に対して「台本を読んでいないだろう」と苦言を呈したという。

## 主な参加作品

### 美術・特殊美術
- 1968年『マイティジャック』[注釈 1]
- 1968年『戦え! マイティジャック』
- 1971年『帰ってきたウルトラマン』
- 1972年『ウルトラマンA』
- 1973年『人間革命』[8]
- 1973年『日本沈没』[8]
- 1974年『ノストラダムスの大予言』
- 1976年～1977年『ネッシー』※英国のハマー・プロとの合作 製作中止
- 1978年『UFO大戦争 戦え! レッドタイガー』
- 1978年『スターウルフ』
- 1978年『西遊記』
- 1979年『西遊記II』
- 1979年『メガロマン』
- 1985年『テラ戦士ΨBOY』
- 1988年『未来忍者 慶雲機忍外伝』
- 1988年『電脳警察サイバーコップ』
- 1991年『ゼイラム』
- 1993年『仮面ライダーZO』
- 1994年『仮面ライダーJ』
- 1994年『ゼイラム2』
- 1995年『人造人間ハカイダー』
- 1996年『超光戦士シャンゼリオン』
- 1996年『人造人間ハカイダー ディレクターズカット版』
- 1997年『タオの月』
- 1998年『ウルトラセブン誕生30周年記念3部作』
- 1998年『ズッコケ三人組 怪盗X物語』
- 1999年『ウルトラセブン1999最終章6部作』
- 1999年『ブースカ! ブースカ!!』
- 2000年『ウルトラマンネオス』
- 2003年『オタスケガール』
- 2007年『五龍奇剣士/Metal kaiser』（中国）
- 2008年『252 生存者あり』[8]

### キャラクターデザイン
- 1968年『マイティジャック』
  - クラッチャー（第11話）[11][注釈 2]
  - キャリー・サブ（第11話）[11][2]
  - スカイマンモス（第13話）[11][2]
- 1971年 - 1972年 『帰ってきたウルトラマン』
  - マットアロー1号[11][2]
  - マットアロー2号
  - マットジャイロ
  - MAT海底基地全景
  - 航空機カタパルト
  - 水牛怪獣 オクスター（第30話「呪いの骨神 オクスター」）[12]
  - 光怪獣 プリズ魔（第35話「残酷! 光怪獣プリズ魔」）[12]
  - 吸血宇宙星人 ドラキュラス（第36話「夜を蹴ちらせ」）[12]
  - 暗殺宇宙星人 ナックル星人（第37話「ウルトラマン夕陽に死す」、第38話「ウルトラの星 光る時」）[12]
  - 雪男星人 バルダック星人（第39話「冬の怪奇シリーズ 20世紀の雪男」）[12]
  - 雪女怪獣 スノーゴン（第40話「冬の怪奇シリーズ まぼろしの雪女」）[12]
  - 冷凍怪人 ブラック星人（第40話「冬の怪奇シリーズ まぼろしの雪女」）[12]
  - 宇宙忍者 バルタン星人Jr.（第41話「バルタン星人Jr.の復讐」）[12]
  - ロボット怪獣 ビルガモ（第41話「バルタン星人Jr.の復讐」）[12]
  - 宇宙怪人 ストラ星人（第42話「富士に立つ怪獣」）[12]
  - 蜃気楼怪獣 パラゴン（第42話「富士に立つ怪獣」）[12]
  - 発砲怪人 グロテス星人（第43話「魔神 月に咆える」）[12]
  - 魔神怪獣 コダイゴン（第43話「魔神 月に咆える」）[12]
  - 燐光怪獣 グラナダス（第44話「星空に愛をこめて」）[12]
  - 宇宙牛人 ケンタウルス星人（第44話「星空に愛をこめて」）[12]
  - 電磁波怪人 メシエ星雲人（第45話「郷秀樹を暗殺せよ!」）[12]
  - 鼠怪獣 ロボネズ（第45話「郷秀樹を暗殺せよ!」）[12]
  - ブーメラン怪獣 レッドキラー（第46話「この一撃に怒りをこめて」）[12]
  - 宇宙参謀 ズール星人（第46話｢この一撃に怒りをこめて」）[12]
  - ひとだま怪獣 フェミゴン（第47話「狙われた女」）[12]
  - なまけ怪獣 ヤメタランス（第48話「地球頂きます!」）[12]
  - 銀河星人 ミステラー星人（第49話「宇宙戦士 その名はMAT」）[12]
  - 原始地底人 キング・ボックル（第50話「地獄からの誘い」）[12]
- 1972年 『ミラーマン』
  - 土星怪獣 アンドロザウルス[注釈 3]（第23話「土星怪獣アンドロザウルス襲来!」）
  - カプセル冷凍怪獣コールドン（第24話「カプセル冷凍怪獣コールドンに挑戦せよ!」）[13]
- 1972年 - 1973年『ウルトラマンA』
  - タックファルコン
  - タックアロー
  - タックスペース
  - ミサイル超獣 ベロクロン（第1話「輝け!ウルトラ五兄弟」）[14]
  - 古代超獣 カメレキング（第2話「大超獣を越えてゆけ!」）[14]
  - 一角超獣 バキシム（第3話「燃えろ! 超獣地獄」）[14]
  - 怪魚超獣 ガラン（第4話「3億年超獣出現!」）[14]
  - 変身超獣 ブロッケン（第6話「変身超獣の謎を追え!」）[14]
  - 変身怪人 アンチラ星人（第10話「決戦！エース対郷秀樹」）[14]
  - 犀超獣 ザイゴン（第10話「決戦！エース対郷秀樹」）[14]
  - 大蛍超獣 ホタルンガ（第17話「夏の怪奇シリーズ 怪談 ほたるヶ原の鬼女」）[14]
  - 河童超獣 キングカッパー（第19話「河童屋敷の謎」）[14]
  - 大蝉超獣 ゼミストラー（第20話「青春の星 ふたりの星」）[14]
  - ウルトラの父
  - 満月超獣 ルナチクス（第28話「さようなら夕子よ、月の妹よ」）[14]
  - 地底超人 アングラモン（第29話「ウルトラ6番目の弟」）[14]
  - 超獣人間 コオクス（第32話「ウルトラの星に祈りを込めて」）[14]
  - 気球船超獣 バッドバアロン（第33話「あの気球船を撃て!」）[14]
  - 騒音超獣 サウンドギラー（第36話「この超獣10,000ホーン?」）[14]
  - 鈍足超獣 マッハレス（第37話「友情の星よ永遠に」）[14]
  - 宇宙超人 スチール星人（第40話「パンダを返して！」）[14]
  - 邪神超獣 カイマンダ（第41話「冬の怪奇シリーズ 怪談！獅子太鼓」）[14]
  - 鬼超獣 オニデビル（第44話「節分怪談! 光る豆」）[14]
  - ガス超獣 ガスゲゴン（第45話「大ピンチ! エースを救え!」）[14]
  - 宇宙電気クラゲ ユニバーラゲス（第49話「空飛ぶクラゲ」）[14]
  - 水瓶超獣 アクエリウス（第49話「空飛ぶクラゲ」）[14]
  - 遊牧星人 サイモン星人（第52話「明日のエースは君だ!」）[14]
- 1973年 『流星人間ゾーン』[2]
  - 恐獣 スパイラー（※本人のサイン入りデザイン画が確認されている）[要出典]
  - 恐獣 ワルギルガー（※本人のサイン入りデザイン画が確認されている）[要出典]
- 1973年 『ウルトラマンタロウ』
  - ウルトラの母
- 1974年 『ゴジラ対メカゴジラ』
  - ロボット怪獣 メカゴジラ[出典 4]
  - 伝説怪獣 キングシーサー[出典 5]
- 1974年『ノストラダムスの大予言』
  - 大ナメクジ[4]
  - 軟体人間[8]
- 1975年 『メカゴジラの逆襲』[注釈 4]
  - 恐竜怪獣 チタノザウルス[出典 6]
- 1978年 『UFO大戦争 戦え! レッドタイガー』
  - ランボルジャイアント
  - ランボルファイター
  - スリッパーX1
  - スリッパーX2
  - スペースマリン1号
  - ジャンケンUFO
- 1979年 - 1980年 『ザ☆ウルトラマン』
  - 冷凍怪獣 シーグラ[15]
- 1979年 『メガロマン』
- 1998年 『ウルトラセブン誕生30周年記念3部作』
  - 洗脳宇宙人 ヴァリエル星人（第1話「失われた記憶」）
  - 硫黄怪獣 サルファス（第2話「地球より永遠に」）
  - 太陽獣 バンデラス（第3話「太陽の背信」）
- 1999年 『ウルトラセブン1999最終章6部作』
  - 寄生生命体 ヴァルキューレ星人（第1話「栄光と伝説」）
  - 鉄鋼ロボット 大鉄塊（第2話「空飛ぶ大鉄塊」）
  - 宇宙昆虫 ガロ星人（第2話「空飛ぶ大鉄塊」）
  - 帰化宇宙人 キュルウ星人（第2話「空飛ぶ大鉄塊」）
  - 植物人 ボラジョ（第3話「果実が熟す日」）
  - 犯罪宇宙人 レモジョ星系人（第3話「果実が熟す日」）
  - 時空怪獣 大龍海（第4話「約束の果て」）
  - 守護神獣 ザバンギ（第6話「わたしは地球人」）
- 2000年 『ウルトラマンネオス』
  - 群体怪獣 シーゴリアン（第3話「海からのSOS」）
  - 北極怪獣 ノゼラ（第4話「赤い巨人!セブン21」）
  - 南極怪獣 サゾラ（第4話「赤い巨人!セブン21」）
  - 凶暴竜 ロックイーター（第7話「生態系の王」）
  - 変貌怪獣 キングバモス（第7話「生態系の王」）
  - 幻聖魔獣 ラフレシオン（第8話「蘇る地球 HEART南へ!」）
  - 合体恐竜 キングダイナス（第9話「僕らの恐竜コースター」）[2]
  - 隕石怪獣 ギガドレッド（第10話「決断せよ! SX救出作戦」）
  - 暗殺怪獣 グラール（第11話「宇宙からの暗殺獣」）
  - 究極進化帝王メンシュハイト（第11話「宇宙からの暗殺獣」より）[2]
- 2002年 『ウルトラセブン誕生35周年“EVOLUTION”5部作』
  - メタル宇宙人 ガルト星人（EPISODE:3「ネバーランド」）
  - 妖邪剛獣 ガイモス（EPISODE:5「アカシックレコード」）[2]
- 2019年
  - 『超歌舞伎 今昔饗宴千本桜』（ニコニコ超会議2019） - CG龍デザイン[7]

### 出演
- 『ブースカ! ブースカ!!』第11話「なりきりカードで大混乱!」ほか（1999年） - 夢町市長

## 補足事項
- 帰ってきたウルトラマン（ウルトラマンジャック）のデザインは、井口の手によるものとされているが、本人は否定している[16]。
- ゴジラシリーズに登場するガイガン、メガロ、ジェットジャガーのデザインは、長い間、井口の手によるものだと言われ、東宝による公式書籍[要文献特定詳細情報]などにも井口によるデザインだと記されていたが、近年のインタビューで本人の口から否定された[出典 7]。
- 『マイティジャック』では、井口の弟も美術の深田達郎の助手として参加していた[18]。